# Медаль Серафимов
Медаль Серафимов — высшая государственная награда Королевства Швеция.

## История
Медаль Серафимов была учреждена в 1748 году с целью награждения подданных за высокие заслуги на поприще гуманитарного или социального служения. 
Вручалась очень редко, и на сегодня известны не более 150 награждений. Первоначально медаль вручали только проживающим в Стокгольме, и существовало ограничение, согласно которому ею мог быть награждён лишь один человек в каждом приходе. Затем это ограничение было отменено, и король награждает наиболее отличившихся шведских подданных независимо от места их проживания.
С 1975 года, когда было прекращено вручение шведских орденов шведским подданным, медаль Серафимов является высшей наградой королевства.
Официально медаль Серафимов является орденской медалью ордена Серафимов, но на практике она используется как отдельная награда.
Медаль не принадлежит награждаемому и остаётся у него лишь пожизненно, а после его смерти должна быть, в соответствии со статутом ордена Серафимов, возвращена в распоряжение короля. Медаль Серафимов — единственная среди шведских медалей, в связи с которой предъявляется такое требование.

## Описание
Это круглая золотая медаль 8-го размера (31 мм в диаметре) с буртиком, увенчанная шведской королевской короной, имеющей ушко.
Аверс медали несёт на себе погрудное профильное изображение короля Фредрика I. По краю медали по окружности королевская легенда на латыни: «FREDERICUS • D • G • REX • SUECIAE» (Фредрик Божьей милостью король Швеции).
Реверс несёт в центре надпись в пять строк: «ORDO EQ / SERAPHIN / RESTAURATUS / NATALI REGIS / LXXIII» (Орден Серафимов восстановлен в день 75-летия короля), окружённую орденской цепью ордена Серафимов, от которой вдоль края медали по окружности идёт надпись: «PROCERES CUM REGE NECTIT 1748».
Медаль через ушко, посредством множества коротких золотых цепочек, крепится к прямоугольной планке, имеющей с обратной стороны заколку для крепления к одежде.